# Adonis turkestanica
Adonis turkestanica är en ranunkelväxtart som först beskrevs av Sergei Ivanovitsch Korshinsky, och fick sitt nu gällande namn av Adolf. Adonis turkestanica ingår i släktet adonisar, och familjen ranunkelväxter. Inga underarter finns listade i Catalogue of Life.